# Västra fjärden, Vårdö
Västra fjärden är en fjärd i Vårdö på Åland.
Västra fjärden avgränsas i väster av Sandö, i norr av Ådö, i öster av Ledsöra och i söder av några mindre öar. I väster förbinder Västra fjärden med Simskälafjärden och i öster med Delet.